# Syracuse Scorpions
O Syracuse Scorpions foi um clube americano de futebol com sede em Syracuse, Nova York e que era membro da American Soccer League.

## História
O clube fechou após a temporada de 1970, mas foi revivido e rebatizado de Syracuse Suns . O clube fechou novamente após a temporada de 1971, mas foi revivido novamente antes da temporada de 1973. A equipe desistiu de 5 jogos na temporada de 1974 e perdeu o restante de seus jogos. Uma nova equipe Scorpions foi anunciada para a temporada 2011-12 MISL. A equipe mais tarde anunciou que seria chamada de Syracuse Silver Knights.